# Robert Creighton
Robert Creighhton (Blasidfoos, 1659 - Wells, 17 de febrer de 17363), fou un compositor anglès.
Precentor de Wells, va ser fill de Robert Creighton, bisbe de Bath i Wells. Probablement es va exiliar amb el seu pare. El 1662 va obtenir el grau de M.A. a Cambridge, on va ser elegit membre del Trinity College i durant un any en fou professor de Grec. El 2 de gener de 1667-8 Creighton va ser recomanat per les lletres reals de Carles II per a una canonització a la catedral en una vacant que es va produir, i el 2 de maig de 1674 es va fer canonge, i el mateix dia es va instal·lar com a precentor. LExamen Poeticum Duplex de 1698 també conté tres poemes llatins de la seva ploma. El 1719 va donar un òrgan a la parròquia de Southover, Wells, i en dues ocasions va donar sumes a les cases d'esbarjo a la mateixa parròquia.
Creighton ara només es recorda com a músic. Se li va ensenyar música a una edat primerenca i es va dedicar apassionadament a la seva recerca. Va escriure uns serveis i himnes, que, encara que no gaire poderosos ni originals, són una música extraordinàriament bona i encara es fan escoltar sovint, sobre tot l'antífona I wilb airse and go to my father. Creighton era un home casat i tenia una família, diversos membres de la qual estaven connectats amb Wells durant els segles XVII i XVIII.